# 特別共和国防衛隊
特別共和国防衛隊（とくべつきょうわこくぼうえいたい、الحرس الجمهوري العراقي الخاص, アル＝ハリス・アル＝ジュムフーリー・アル＝ハーッス）は、フセイン政権時代の旧イラク軍の最精鋭部隊の名称。湾岸戦争後に非ティクリート系の共和国防衛隊の反乱が発生し、共和国防衛隊には信を置けなくなったため、1992年に改めて創設された。2003年のイラク戦争ではイラク軍の主戦力となって戦い、戦争終結後に解体された。
イラク戦争後、一部の隊員は、スンナ派抵抗勢力に合流したとされる。

## 概要
構成員はバアス党員で固められており、さらにサッダーム・フセイン元大統領の出身地であるティクリートの出身者が大多数を占める。
本来は治安部隊であり正規軍には属しておらず、任務はクーデター鎮圧、大統領の護衛を目的としているが、通常戦闘にも投入され、イラク戦争では一部の部隊がアメリカ軍を相手に根強い抵抗を見せていたとされる。
2003年4月時点での司令官は、バルザーン・アブドゥル＝ガフール・スライマーン・アル＝マジード・アッ＝ティクリーティー陸軍准将。2003年7月21日に、バグダード市内でアメリカ軍によって拘束されている。

## 編成
特別共和国防衛隊は、各2,500人から成る4個旅団と直轄部隊から成り、総員12,000人（2002年現在）だった。
- 旅団
  - 第1旅団
  - 第2旅団
  - 第3旅団
  - 第4旅団
- 兵科司令部
  - 防空司令部
  - 戦車司令部
  - 野戦砲兵司令部
  - 迫撃砲司令部
  - 通信司令部
  - 補給・輸送司令部
- 直轄部隊
  - 化学小隊
  - 輸送小隊
  - 憲兵小隊
  - 修理・牽引廠
  - 会計局
  - 弾薬庫
  - 品質管理部
- 独立小隊
  - 戦車小隊
  - 情報小隊
  - 放送局防衛小隊
  - エリート機動小隊